# ナウル議会
ナウル議会（ナウルぎかい、英語: Parliament of Nauru）は、ナウルの立法府である。

## 概要
一院制、任期3年。定数19名。